# 12134 Hansfriedeman
12134 Hansfriedeman este un asteroid din centura principală de asteroizi.

## Descriere
12134 Hansfriedeman este un asteroid din centura principală de asteroizi. A fost descoperit pe 24 septembrie 1960 la Observatorul Palomar de Cornelis Johannes van Houten, Ingrid van Houten-Groeneveld și Tom Gehrels. Asteroidul prezintă o orbită caracterizată de o semiaxă mare de 3,16 ua, o excentricitate de 0,07 și o înclinație de 22,2° în raport cu ecliptica.